# Improvizație
Improvizația înseamnă a crea ceva în mod spontan, folosindu-te de ceea ce este valabil în acel moment. Improvizația în artele performative este un act realizat fără o pregătire specifică în prealabil și fără existența vreunui script. Abilitatea de a improviza se poate aplica în multe domenii, de la cel artistic, la cel științific, în discipline fizice, cognitive, academice și non-academice. (Improvizația aplicată)
Improvizația în muzică este compoziția muzicală care nu este pregătită anterior. Comedia improvizată este un act teatral răspândit în lume care a obținut câștiguri și pierderi serioase de-a lungul istoriei. Improvizația în dans e deseori folosită ca o unealtă coregrafică. Coregrafia este, însă,deseori uitilizată ca o unealtă în improvițație.
Improvisația există, de asemenea, și în afara artelor. În inginerie, a improviza înseamnă a rezolva o problemă cu uneltele la îndemână. Arma improvizată este deseori folosită de guerile, insurgenți și criminali.

## Inginerie

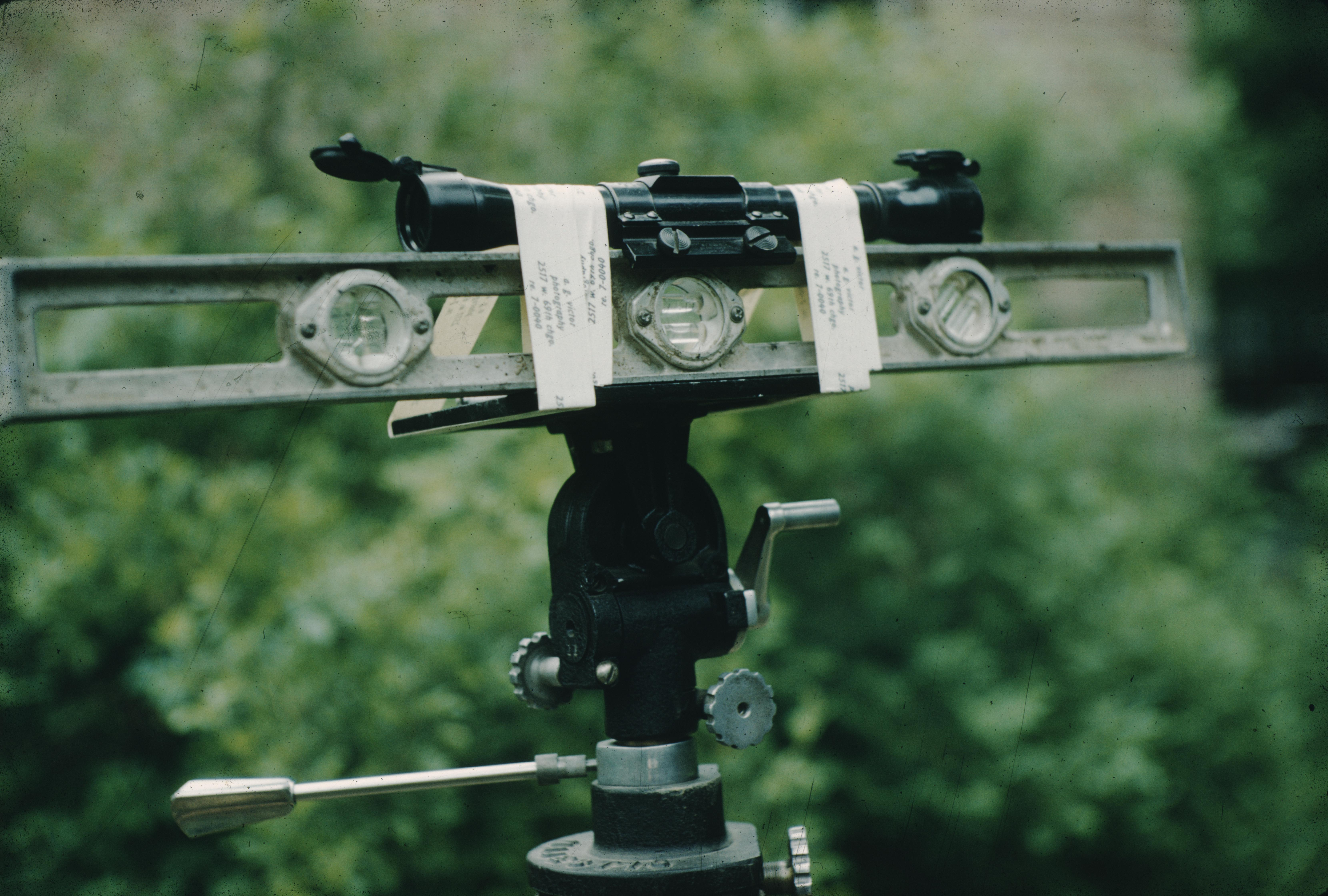
An improvised surveyors level made from a camera tripod, a contractors level and a sniper scope.

În inginerie, a improviza înseamnă a rezolva o problemă cu uneltele la îndemână.. 

## Arte performative

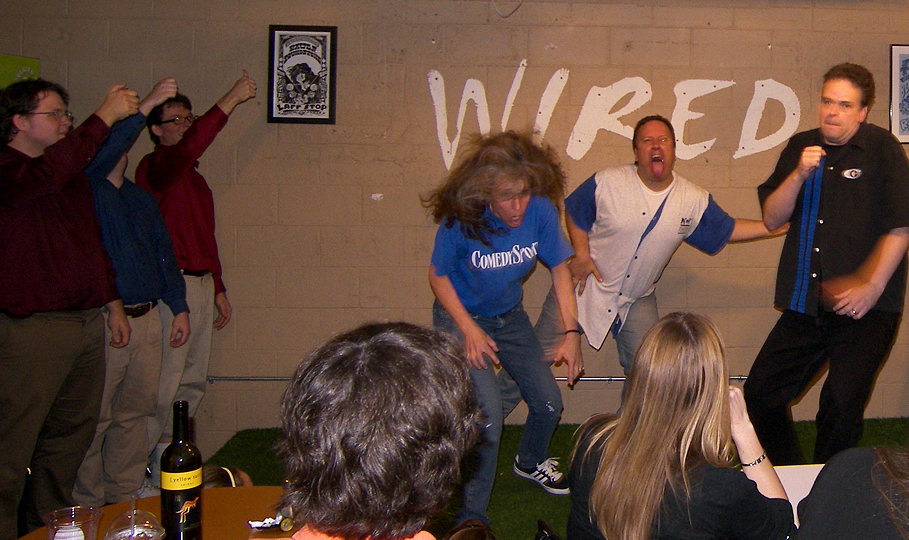
ComedySportz Austin performing a shortform game based on direction from the audience with the help of Red Dirt Improv; in this case spoofing a hard rock band performing a song made up on the stage

Improvizația poate fi gândită ca o creație "pe moment", clipă spontană de inventivitate care poate veni în minte, trup sau spirit drept inspirație.  Viola Spolin a creat jocurile teatrale ca o metodă de antrenament în improvizație. Her son, Paul Sills popularized improvisational theater, or IMPROV, by using Spolin's techniques to train The Second City din Chicago, este prima companie teatrală de improvizație din US. Pentru anumiți performeri talentați, pregătirea sau antrenamentul nu sunt necesare. Improvizația în orice aspect al vieții și în orice formă de artă apare mai ales când e folosit ca o practică de încurajare a comportamentului creativ. Această practică include folosirea intuiției și înțelegerea tehnică a abilităților necesare domeniului în care cineva improvizează. Asta poate să fie când un individ sau un grup joacă, danseză, cântă,vocal sau instrumental, vorbește, rezolvă probleme și a unor sentimente interioare.
Improvisația s-a folosit rar inițial în televiziunea dramatică. O excepție a reprezentat situația comică Mork & Mindy unde starul Robin Williams i s-a alocat în fiecare episod câte un moment în care putea să improvizeze.

## Abilități și tehnici
Format:Refimprove section
Abilitatea de a improviza se poate aplica în multe domenii, de la cel artistic, la cel științific, în discipline fizice, cognitive, academice și non-academice. De exemplu, improvizația poate aduce contribuții semnificative în muzică, dans, gătit, prezentarea unui discurs, vânzări, relații personale sau sentimentale, sport, decorațiuni florale,arte marțiale, psihoterapie și multe altele.
Tehnicile de improvizație sunt răspândite mai ales în artele performative și entertainment, ca de exemplu: muzică, teatru și dans. A "extemporiza" sau  "ad lib" sunt, în principiu, sinonime cu a improviza.. Termenii colocviali ca "a juca dupa ureche", "a lua exact ce vine" și "a rezolva pe parcurs" sunt deopotrivă termeni care descriu pricipiul improvizației.
Simplul act al vorbirii implică un grad de improvizație pentru că mintea exprimă în cuvinte, sunete, gesturi conținutul gândirii sale, formând fraze impredictibile, influențate de procesul gândirii și al ascultării celuilalt interlocurtor..
În timp ce improvizația își propune să rezolve o problemă, poate interveni "blocajul". Acesta se poate depăși prin tehnica "brainstormingului" în care sunt puse în comun ideile tuturor menbrilor unui grup.Această tehnică îmbogățește perspectiva unei persoane, arătându-i idei noi, posibil uitle și inovative. Termenul colocvial este acela de a "gândi în afara cutiei".

## Legături externe
- Improvisation pe Curlie
- Critical studies in improvisation
- Easy piano improvisation Arhivat în 12 aprilie 2016, la Wayback Machine.
- "Improvising Synesthesia: Comprovisation of Generative Graphics and Music" Arhivat în 2 decembrie 2013, la Wayback Machine. by Joshua B. Mailman, in Leonardo Electronic Almanac v. 19, no. 3, Live Visuals, 2013, pp. 352–84.